# Joey Antonioli
Joey Antonioli (Woerden, 15 december 2003) is een Nederlands voetballer van Italiaanse afkomst. Hij komt met ingang van het seizoen 2025/26 uit voor vv Noordwijk. Daarvoor speelde de middenvelder onder meer voor FC Volendam. Voor deze ploeg kwam hij uit in de Eerste divisie en Eredivisie.

## Carrière
Joey Antonioli speelde in de jeugd van CSW, AFC Ajax, AFC en FC Volendam. Op 10 oktober 2020 debuteerde hij voor Jong FC Volendam in de Tweede divisie tegen De Treffers. Na deze wedstrijd werd het amateurvoetbal stopgezet vanwege de coronapandemie, en zodoende speelde Antonioli de rest van het seizoen niet meer voor het Jong-elftal. Aan het einde van het seizoen zat hij een paar wedstrijden bij de selectie van het eerste elftal. 
Antonioli debuteerde voor FC Volendam in de Eerste divisie op 7 mei 2021, in een met 0-1 gewonnen uitwedstrijd tegen Jong PSV. Hij kwam in de 68e minuut in het veld voor Dean James. In de volgende wedstrijd, tegen Jong AZ in de laatste speelronde van het reguliere seizoen, mocht hij weer invallen. Op 23 september 2021 tekende Antonioli zijn eerste contract bij FC Volendam.
Antonioli wist nooit door te breken in het eerste elftal van FC Volendam. In vier seizoenen tijd kwam hij vijftien keer in actie. Op 8 januari 2023 maakte hij tegen SC Cambuur zijn Eredivisiedebuut. Op 23 september 2023 stond hij tegen Heracles Almelo in de basisopstelling. In maart 2024 maakte FC Volendam echter bekend zijn aflopende contract niet te zullen verlengen. Hij bleef aanvankelijk op amateurbasis spelen bij FC Volendam, maar maakte op 2 september 2024 de overstap naar het O21-elftal van de gezamenlijke FC Twente / Heracles Academie, dat uitkomt in Divisie 1 van de onder 21 competitie.
In juli 2025 maakte Antonioli de overstap naar het amateurvoetbal. Hij tekende een contract voor één jaar, met een optie voor een tweede seizoen, bij vv Noordwijk.

## Carrièrestatistieken
| Seizoen                   | Club            | Land            | Competitie      | Competitie | Competitie | Beker | Beker | Totaal | Totaal |
| Seizoen                   | Club            | Land            | Competitie      | Wed.       | Dlp.       | Wed.  | Dlp.  | Wed.   | Dlp.   |
| ------------------------- | --------------- | --------------- | --------------- | ---------- | ---------- | ----- | ----- | ------ | ------ |
| 2020/21                   | FC Volendam     | Nederland       | Eerste divisie  | 2          | 0          | 0     | 0     | 2      | 0      |
| 2021/22                   | FC Volendam     | Nederland       | Eerste divisie  | 6          | 0          | 1     | 0     | 7      | 0      |
| 2022/23                   | FC Volendam     | Nederland       | Eredivisie      | 1          | 0          | 2     | 0     | 3      | 0      |
| 2023/24                   | FC Volendam     | Nederland       | Eredivisie      | 3          | 0          | 0     | 0     | 3      | 0      |
| Totaal senioren           | Totaal senioren | Totaal senioren | Totaal senioren | 12         | 0          | 3     | 0     | 15     | 0      |
| Bijgewerkt op 1 juli 2024 |                 |                 |                 |            |            |       |       |        |        |